# Рудник Ентерпрайз
Рудник Ентерпрайз – гірничодобувний майданчик на заході Австралії.
Вперше золоторудний поклад Ентерпрайз розробляла за допомогою невеликого кар’єру глибиною до сотні метрів в 1980-х роках компанія BHP Gold, що володіла рудником Ора-Банда. Втім, повномасштабна розробка стартувала лише в першій половині 2013 року та була організована компанією Norton Gold Fields, головним (а з 2015-го – єдиним) акціонером якої є китайська Zijin Mining Group Company Limited. Запаси родовища оцінили у 10,2 млн тонн руди та 17,5 тонн золота, при цьому за первісним проектом передбачалось ведення відкритої розробки протягом 5 років з середнім обсягом видобутку біля 3 тонн золота на рік. Також існували чималі ресурси, що давало змогу подовжити діяльність копальні, зокрема, за рахунок переходу до підземних операцій.
Станом на кінець 2014-го запаси для відкритої розробки оцінювались у 4,84 млн тонн руди та 9,7 тонн золота (плюс ресурси категорії показані у 6,7 млн тонн руди та 12 тонн золота). Запаси для майбутнього підземного рудника оцінювались у 1,6 млн тонн руди та 5 тонн золота (плюс ресурси категорії показані у 3,2 млн тонн руди та понда 9 тонн золота). Також відомо, що за 2017 календарний рік з кар’єру Ентерпрайз вилучили 1,7 млн тонн руди.
В 2020-му почалась розробка Ентерпрайз підземним способом за допомогою двох ухилів – транспортний та вентиляційний. Проектна річна потужність підземного рудника становить 0,65 млн тонн руди на рік.
Руду віправляють на переробку на фабрику з вилучення золота Паддінгтон, що стала центральною для групи копалень (окрім Ентерпрайз також включала рудники Навахо-Чіф, Джанет-Іві, Гомстед-Туарт, Голден-Сітіс, Валдон).